# The Gods Must Be Crazy
The Gods Must Be Crazy è un EP degli Odin, uscito nel 1987 per l'Etichetta discografica Victor Records.

## Tracce
1. Little Gypsy (Randy "O") 3:00
2. She Needs My Love (Duncan, Randy "O") 3:50
3. No Reason to Run (Randy "O") 3:30
4. Over Your Head (Duncan, Gainer, Randy "O") 3:10
5. She Was the One (Duncan) 4:22
6. Play the Fool (Samson) 3:06
7. Matter of Time (Duncan, Gainer, Randy "O") 1:53

## Formazione
- Randy "O" - voce
- Jeff Duncan - chitarra
- Aaron Samson - basso
- Shawn Duncan - batteria